# 丹·蘭格倫
丹·蘭格倫（英語：Dan Lungren；1946年9月22日—）是美国的一位政治人物，他在2005年至2013年擔任加利福尼亞州第3選區的美國眾議院議員，第29任加州检察总长。他的黨籍是共和黨。在1979年至1999年，蘭格倫曾經是長灘地區的聯邦眾議員。